# The Thundering Herd
The Thundering Herd (Brasil: Maldade) é um filme faroeste dos Estados Unidos de 1933 dirigido por Henry Hathaway, estrelado por Randolph Scott, Judith Allen e Buster Crabbe.
Baseado no romance The Thundering Herd de Zane Grey, o filme conta a história de dois caçadores de búfalos que enfrentam perigos com os índios e uma gangue de bandidos. The Thundering Herd é um remake de um filme de mesmo nome, lançado em 1925.

## Elenco
- Randolph Scott ... Tom Doan
- Judith Allen ... Millie Fayre
- Buster Crabbe ... Bill Hatch, cocheiro
- Noah Beery, Sr. ... Randall Jett
- Raymond Hatton ... Jude Pilchuk
- Blanche Friderici ... Mrs. Jane Jett
- Harry Carey ... Clark Spraque
- Monte Blue ... Smiley
- Barton MacLane ... Pruitt